# Clive Tyldesley
Clive Tyldesley (n. 25 august 1954) este un comentator sportiv din Regatul Unit cunoscut în toată lumea pentru meciurile de fotbal comentate (mai ales cele din Liga Campionilor UEFA, campionatele de fotbal din Europa). A mai comentat multe meciuri cu colegul său, Andy Gray.

## Jocuri video unde a fost comentator cu Andy Gray
- FIFA 06
- FIFA 07
- FIFA 08
- FIFA 09
- FIFA 10
- UEFA Champions League 2004-2005
- UEFA Champions League 2006-2007
- FIFA World Cup 2006
- FIFA World Cup 2010
- Football Manager 2